# David James, Baron James of Blackheath

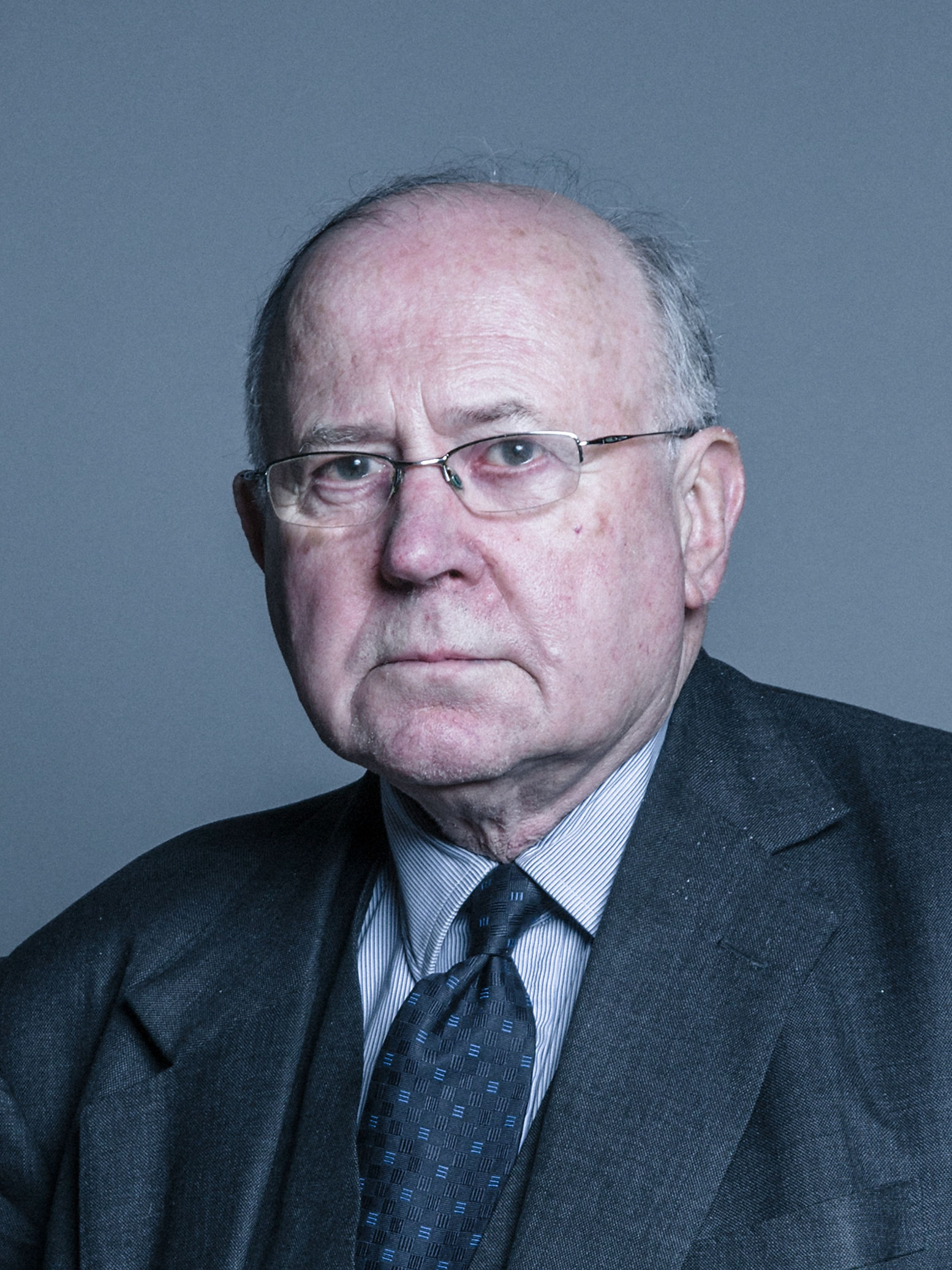
David James, Baron James of Blackheath

David Noel James, Baron James of Blackheath CBE (* 7. Dezember 1937) ist ein britischer Geschäftsmann, Krisenmanager und Life Peer der Conservative Party.

## Karriere
James hatte eine vielfältige Karriere in der City of London. Von 1959 bis 1964 war er bei der Lloyds-Bank. Er wurde Geschäftsführer verschiedener Firmen, oft als Krisenmanager bei drohender Insolvenz: 1973 ging er zu Cork Gulley, um Cedar Holdings zu retten; 1989 wurde er zum Vorstand von Eagle Trust ernannt; weitere Positionen waren bei British Shoe Corporation, LEP group, Dan-Air sowie North Sea Assets and Central & Sheerwood. Während seiner Zeit bei Eagle Trust deckte er die Projekt-Babylon-Affäre auf. Während eines Besuches im Jahr 1990 bei der zu Eagle gehörenden Walter-Somers-Fabrik in Halesowen fielen ihm Rohre auf, die Teil einer gewaltigen Kanone zu sein schienen. Er informierte den britischen Geheimdienst MI6 und brachte diesen somit auf eine erste Spur.
2000 wurde James zum Geschäftsführer des verlustträchtigen Projekts Millennium Dome ernannt; er schaffte es, die Attraktion vor dem finanziellen Kollaps zu retten. 2005 bewarb er sich um die Rettung des in Schwierigkeiten befindlichen Autoherstellers MG Rover.
Im Vorfeld der  Britischen Unterhauswahlen 2005 erstellte James eine Studie für die Konservativen, die Einsparungen von 35 Milliarden £ im Staatssektor aufzeigte. Die Zahlen wurden vom Parteiführer Michael Howard intensiv verwendet. Nach der Wahlniederlage ernannten Howard und der Schattenkanzler George Osborne zum Kopf eines konservativen „Wachhundes“, um zu protokollieren, inwieweit Labour in der dritten Legislaturperiode ihre Versprechen zur Einsparung erfülle. Er äußerte deutlich seine Bedenken zum Finanzmanagement der Olympischen Sommerspiele 2012 in London.
Im April 2006 wurde bekanntgegeben, dass James zum Life Peer für die konservative Partei ernannt werde. Am 9. Juni wurde er als Baron James of Blackheath, of Wildbrooks in the County of West Sussex, zum Life Peer erhoben.
Im November 2010 gab Lord James im House of Lords bekannt, dass er von einer geheimen „megareichen“ Organisation kontaktiert worden sei, die James nur Foundation X nannte, und die angeblich Milliarden von Pfund zinsfrei der britischen Regierung zur Verfügung stellen wolle.
Er arbeitet auch als Berater für Cerberus Capital Management.
Lord James ist verheiratet; seine Frau stammt aus Leeds; sie haben keine Kinder. Er interessiert sich für Musik und Cricket. Er ist Präsident des Britischen Rennpferdeclubs.